# 中山エツコ
中山 エツコ（なかやま えつこ、1957年 - ）は、日本の翻訳家。

## 人物・来歴
東京都生まれ。本名・悦子。東京外国語大学外国語学部卒業。東京大学大学院修士課程修了。ヴェネツィア大学文学部卒業。イタリア文学専攻。

## 翻訳
- P.カンポレージ『生命の汁 血液のシンボリズムと魔術』中山悦子 訳、太陽出版、1991.7
- ピーノ・アゴスティーニ レシピ, ルカ・ステッフェノーニ 写真『ヴェネツィア料理大全 食の共和国からのおくりもの』中山悦子 訳、JICC出版局、1993.1
- クリスティーナ・カッパ・レゴラ 文, エットレ・マイオッティ 絵『青い夜と黄色いレモン 20世紀美術の旅 アート・ファンタジー』中山悦子 訳、JICC出版局、1993.2
- ウンベルト・フランツォイ 著, マーク・スミス 写真『ヴェネツィア大運河』中山悦子 訳、洋泉社、1994.10
- ルカ・コルフェライ『図説ヴェネツィア 「水の都」歴史散歩』中山悦子訳、河出書房新社、1996.1
- ピエーロ・カンポレージ『風景の誕生 イタリアの美しき里』中山悦子 訳、筑摩書房、1997.6
- ダーチャ・マライーニ『思い出はそれだけで愛おしい』中山悦子訳、中央公論新社、2001.2
- アレッサンドロ・ボッファ『おまえはケダモノだ、ヴィスコヴィッツ』中山悦子訳、河出書房新社、2001.6
- トンマーゾ・ランドルフィ『月ノ石』（河出書房新社、Modern & Classicシリーズ） 2004年4月
- エルサ・モランテ / ナタリア・ギンズブルグ『アルトゥーロの島 / モンテ・フェルモの丘の家』河出書房新社、世界文学全集1-12） 2008年10月
「モンテ・フェルモの丘の家」は須賀敦子訳
- ブルーノ・ムナーリ『ムナーリの機械』河出書房新社） 2009年5月
- ティツィアーノ・スカルパ『スターバト・マーテル』河出書房新社） 2011年9月
- ニッコロ・アンマニーティ『孤独な天使たち』河出書房新社） 2013年2月
- エンニオ・モリコーネ, アントニオ・モンダ『エンニオ・モリコーネ、自身を語る』河出書房新社） 2013年8月
- ディーノ・ブッツァーティ文・画『モレル谷の奇蹟』河出書房新社） 2015年4月
- ウンベルト・エーコ『ヌメロ・ゼロ』河出書房新社） 2016年9月、のち河出文庫 2018年11月
- ペッレグリーノ・アルトゥージ『イタリア料理大全（イタリア語版）』工藤裕子監訳、柱本元彦, 中村浩子共訳、平凡社） 2020年7月 ISBN 978-4582632224
- マリオ・プラーツ『生の館』上村忠男監訳、みすず書房） 2020年12月
- ビアンカ・ピッツォルノ『ミシンの見る夢』河出書房新社） 2021年3月

## 参照
- 池澤夏樹=個人編集 世界文学全集